# Мина Тодорова
Вижте пояснителната страница за други личности с името Мина.
Мина Тодорова, родена на 4 юли 1890 г. в град Елена, е всеизвестната любима на поета Пейо Яворов и сестра на писателя Петко Тодоров, който по-късно заедно с д-р Кръстьо Кръстев, Пейо Яворов и Пенчо Славейков образува Кръга „Мисъл“.

## Биография
Мина Тодорова израства в заможно семейство. Учи в София от 1904 до 1908 г. Запознава се с Яворов на Благовещение през 1906 г. На нея той посвещава някои от най-красивите си стихове като „Благовещение“, „Вълшебница“, „Две хубави очи“, и други. Отношенията им са усложнени поради нежеланието на близките на Мина тя да свързва живота си с този на Яворов. Освен това тя самата не е сигурна в чувствата си към него и в дълги периоди от време го отбягва. До скандал се стига след публикуването на цикъла „Писма“ в списание „Мисъл“ през 1906 г., когато Яворов е критикуван от две страни – от близките на Мина и от д-р Кръстев, заради откровеността, която си е позволил. На 18 юни 1909 г. в София е тяхната последна среща. През септември тя заминава за Париж заедно с брат си Никола във връзка с болестта ѝ – туберкулоза.
В края на февруари 1910 г. постъпва за лечение в санаториум в Берк, на брега на Атлантическия океан, но състоянието ѝ не се подобрява. В началото на юли Яворов е във Франция и моли братята на Мина за свиждане с „милото дете“, но тя вече е в агония. Умира от туберкулозен перитонит на 14 юли 1910 г. Погребана е в гробището „Бианкур“ в Париж, Франция. Там, на гроба ѝ, всеки ден до края на годината ходи и самият Яворов. Докато е в Париж, той създава драмата „В полите на Витоша“, в която описва отношенията си с Мина. На същата тема е и драмата на Петко Тодоров „Змейова сватба“.